# This canus
This canus (лат.) — вид двукрылых из семейства целопиды, выделяемый в монотипический род This. Эндемик южной Австралии.

## Этимология
Вид был описан австралийским диптерологом Дэвидом МакАльпином в 1991 году. Название рода происходит от греческого слова др.-греч. θίς — «песчаное дно», или «морская водоросль». Это родовое название на английском языке является игрой слов, о чём говорит надпись на плакате с мухой на двери кабинета МакАльпина: «Look at This!» («Посмотрите на это!»).

## Внешнее строение
Длина тела имаго 2,1—3,3 мм. Голова бледно-серая. Лицо в профиль вогнутое, не имеет срединного киля. Вибриссальный угол умеренно выражен. Щеки светлые с желтовато-коричневым оттенком, их высота около половины высоты глаза. Усики желто-коричневые. Щупики и хоботок желтоватые. Ариста коричневая, короче наибольшего диаметра глаза. Грудь коренастаябледно-серая, с черными щетинками. Щиток почти треугольный. Ноги довольно толстые, от жёлтого до желтовато-желтого. Крылья полностью бледные. Жилки и жужжальца желтые. Голени задних ног с одной концевой вентральной шпорой. Коготки тонкие.

## Образ жизни
Мухи встречаются в течение всего года, максимального обилие отмечается с июня по август и в конце декабря, январе и апреле. В лабораторных условиях личинки могут развиваться на морской водоросли Ecklonia radiata. Окукливание происходит в песке. Продолжительность жизненного цикла от 6 до 9 недель.

## Распространение
Встречается вдоль южного берега Австралии, в штатах Новый Южный Уэльс, Квинсленд (на север до графства Нуса), Южная Австралия, Виктория, Западной Австралии (на север до Джералдтона) и Тасмания.